# 農家の嫁 あなたに逢いたくて
『農家の嫁 あなたに逢いたくて』（のうかのよめあなたにあいたくて）は、2014年公開の日本映画。『ラブストーリーズ』シリーズの第6作。

## あらすじ
ガールズバーで働く35歳の由紀恵は農家の長男である常太朗と知り合い結婚する。水商売の世界から農業へと戸惑いながらも何とか暮らしている。そんな中、かつて騙された三島と偶然にも出会い日々の生活が脅かさせていく・・・・。

## キャスト
- 由紀恵：水谷ケイ
- 常太朗：浜田学
- 西本はるか
- 吉野紗香
- 竹田朋華
- 三島：吉岡睦雄
- 柴田明良
- 古藤真彦
- 団時朗
- 嘉子：田島令子
- 石田佳央

## スタッフ
- 監督：榎本敏郎
- 脚本：片岡修二
- 企画：利倉亮
- プロデューサー：江尻健司、酒井識人
- キャスティング：松永琴、関根浩一
- 撮影：花村也寸志
- 照明：福田裕佐
- 録音：山口勉
- 編集：桐畑寛
- 助監督：佐藤吏
- 制作担当：山地曻
- メイク：大久保恵美子
- スチール：千葉朋昭、市川晶子
- 制作応援：竹内宏子
- 音響効果：藤本淳
- MA：若林大記
- メイキング：坂本礼
- 製作：レジェンド・ピクチャーズ